# Green Lantern: Rebirth
Green Lantern: Rebirth (em português, Lanterna Verde: Renascimento) é uma minissérie de história em quadrinhos em seis edições, escrita por Geoff Johns e ilustrada por Ethan Van Sciver. Foi publicada originalmente nos Estados Unidos pela DC Comics entre outubro de 2004 e março de 2005.
A minissérie mostra o "renascimento" do Lanterna Verde da Era de Prata, Hal Jordan, e como ele superou o próprio medo, sob a forma da entidade cósmica, Parallax. A minissérie teve a participação de vários membros da força policial intergaláctica conhecida como Tropa dos Lanternas Verdes, entre eles: Kyle Rayner, John Stewart e Guy Gardner. Também retomou vários elementos do mito do Lanterna Verde, como os Guardiões do Universo, Kilowog e o vilão Sinestro, enquanto introduzia novos conceitos como o espectro emocional.

## Publicação

### Nos Estados Unidos
A minissérie Renascimento não apaga ou ignora os fatos que ocorreram anteriormente com o personagem (inclusive sua morte),utilizando-os para enriquecer ainda mais a cronologia de Hal Jordan. Por exemplo, Renascimento explora, sob ângulos até então inéditos, os motivos que levaram Hal a enlouquecer e introduz uma origem à entidade Parallax, eximindo assim a personalidade de Jordan de todas as atrocidades que ele supostamente cometeu enquanto usava tal alcunha. A aventura marca o início da elogiada fase nas mãos do escritor Geoff Johns, com desenhos de Ethan Van Sciver.
A minissérie foi um sucesso de vendas, e a primeira edição, lançada primeiramente em 27 de outubro de 2004, passou por quatro impressões e vendeu um tal de 156.975 cópias. A segunda edição passou por três impressões[carece de fontes?] e vendeu 122.221 cópias. As edições subsequentes venderam 106.523, 108.077, 115.006, e 114.354 cópias, respectivamente.

#### Coletâneas
A minissérie foi coletada num encadernado volume único em novembro de 2005 com capa dura (ISBN 1401207103) e com capa cartão em abril de 2006 (ISBN 1401204651). Uma nova impressão do encadernado capa mole foi publicada em abril de 2010 com capas diferentes e material não coletado anteriormente (ISBN 1401227554).
A DC também lançou a minissérie como parte da série Absolute Edition no início de 2010.[carece de fontes?]
Equipe criativa
| Edição | Cover date's                    | Roteiro     | Desenhos         | Arte-final                                                                          | Cores                          | Ref.  |
| ------ | ------------------------------- | ----------- | ---------------- | ----------------------------------------------------------------------------------- | ------------------------------ | ----- |
| #1–6   | Dezembro de 2004 – Maio de 2005 | Geoff Johns | Ethan Van Sciver | Ethan Van Sciver (#1, 5) Prentis Rollins (#2–5) Mick Gray (#5–6) Marlo Alquiza (#6) | Ethan Van Sciver Moose Baumann | [ 4 ] |

### No Brasil
Em português, a minissérie foi publicada no Brasil pela editora Panini Comics em três edições entre dezembro de 2005 e fevereiro de 2006 na minissérie Lanterna Verde – Renascimento. A história também foi compilada em um encadernado capa cartão pela mesma editora, intitulado Lanterna Verde – Renascimento, lançado em novembro de 2007.
| Número | Data de publicação | Histórias originais        | Formato                 | Editora       |
| ------ | ------------------ | -------------------------- | ----------------------- | ------------- |
| 1      | Dezembro de 2005   | Green Lantern: Rebirth 1–2 | Minissérie em 3 edições | Panini Comics |
| 2      | Janeiro de 2006    | Green Lantern: Rebirth 3–4 | Minissérie em 3 edições | Panini Comics |
| 3      | Fevereiro de 2006  | Green Lantern: Rebirth 5–6 | Minissérie em 3 edições | Panini Comics |

## Antecedentes
Em 1994, a DC Comics decidiu matar Hal Jordan, que era o principal Lanterna Verde da Terra desde sua primeira aparição em 1959, e substituí-lo por um novo personagem que continuasse o legado do Lanterna Verde, o escolhido foi um adolescente irresponsável chamado Kyle Rayner. Os acontecimento narrados no arco "Crepúsculo Esmeralda" (em inglês, ”Emerald Twilight”), que começou em Green Lantern (vol. 3) #48 (janeiro de 1994), mostrou Hal Jordan sucumbindo à loucura depois que Coast City, sua cidade natal, foi completamente destruída pelo vilão Superciborgue. Isso fez com que Jordan se tornasse o vilão Parallax. Jordan foi ao planeta Oa, a cidadela planetária dos Guardiões do Universo, que supervisionam e administram a Tropa dos Lanternas Verdes, e matou todos os Lanternas Verdes que se opuseram a ele e todos os Guardiões, exceto um, Ganthet. Ele também destruiu a Bateria Central de Poder, com a qual todos os Lanternas Verdes recarregavam seus anéis de poder, e até matou o ex-LV renegado, Sinestro, a quem o próprio Jordan havia exposto como um criminoso que usou seu anel de poder para escravizar seu próprio planeta natal e que, aparentemente, os Guardiões teriam libertado de sua prisão na Bateria Central, em uma última tentativa fracassada para deter Jordan. Jordan então tentou destruir toda a existência para que ele pudesse recriá-la a seu gosto, fato esse narrado no enredo da minissérie e crossover de 1994, "Zero Hora" (em inglês, ”Zero Hour”).
Crepúsculo Esmeralda, com roteiro de Ron Marz, provocou uma profunda indignação entre muitos fãs do Lanterna Verde. Apesar de manter Kyle Rayner como o único Lanterna Verde remanescente, a DC respondeu com mais uma tentativa de redimir a imagem de Jordan, tentando acalmar a indignação dos fãs, primeiro na minissérie e crossover de 1996, Noite Final (em inglês, The Final Night), na qual Hal sacrificou sua vida para reacender o sol da Terra, e depois na minissérie de 1999, O Retorno do Herói (em inglês, Day of Judgment), em que sua alma, sofrendo no purgatório, foi escolhida como o mais novo hospedeiro do “Espírito da Vingança” de Deus, conhecido como O Espectro.
Essas tentativas, no entanto, não conseguiram acalmar os fãs. Em 2004, após o cancelamento da revista The Spectre (vol. 4) estrelada por Hal Jordan, e a queda nas vendas da revista Green Lantern, bem como a proeminente aparição do personagem no popular DC: The New Frontier, a DC decidiu trazer Hal Jordan como um Lanterna Verde. Primeiro, a série mensal Green Lantern foi cancelada na edição #181, e Geoff Johns foi designado para escrever Green Lantern: Rebirth, que abriria o caminho pra o retorno de Jordan como Lanterna Verde. A série também responderia a perguntas persistentes sobre o caráter de Hal, bem como revelar o mistério de décadas de duração do porque dos anéis de poder dos Lanternas, as poderosas armas atribuídas a cada Lanterna que lhes permitem evocar praticamente qualquer forma de matéria ou energia, eram incapazes de afetar qualquer coisa de cor amarela.
Geoff Johns anunciou pela primeira vez seus planos para ressuscitar Hal Jordan em uma edição da Wizard de abril de 2004, comentando que ele estava trabalhando na minissérie de cinco edições e que era esperada para ser lançada em outubro. Como fonte de pesquisa para a história, Johns passou um tempo com o departamento de piloto de testes na Base Aérea de Edwards.

## Argumento
A história começa quando uma espaçonave cai na Terra, mais precisamente em Highway Hill, Novo México, perto de 2 caminhantes, e dentro dela está o Lanterna Verde da Terra, Kyle Rayner, ferido e fraco, que murmura para os dois: "...isso tem um nome" e desmaia perto do que parece ser um caixão. Imediatamente, uma série de estranhos incidentes e perturbadores começam a ocorrer. Jordan [como Espectro], pronunciando julgamento contra o vilão Mão Negra, fica incapaz de se concentrar claramente e percebe que algo errado está acontecendo, dizendo a seu amigo Oliver Queen (o Arqueiro Verde), "Nada disso deveria ter acontecido. Isso não sou eu" e desaparece. Na cidade de Nova York, a fisiologia Vuldariana metamorfa do antigo Lanterna Verde, Guy Gardner, começa a sofrer distúrbios e inexplicavelmente libera muita energia, causando uma grande destruição, deixando intacta somente uma estátua de Hal. Ao mesmo tempo, Coast City, destruída há muito tempo, reaparece repentinamente para dois pilotos que voavam sobre ela, embora o único prédio restaurado seja a antiga casa de Hal Jordan.
Ao ser confrontado, Jordan diz à Liga da Justiça (Batman, Super-Homem, Mulher-Maravilha, Aquaman, Zatanna, Flash e John Stewart) que ele não é o responsável pela restauração de Coast City. Stewart, no entanto, enlouquece de repente, e ataca os outros heróis, e o anel começa a entoar, "Parallax está vindo". Enquanto isso, na Torre de Vigilância da Liga da Justiça na Lua, o anel de poder de emergência que Jordan confiou ao Arqueiro Verde duplica-se e se coloca no dedo de Guy Gardner, que havia sido levado pra lá depois da explosão, restaurando-o como um Lanterna Verde. De volta à Highway Hill, o Lanterna Verde extraterrestre, Kilowog, surge e inexplicavelmente ataca Kyle Rayner. Só que, Ganthet, um dos Guardiões do Universo, aparece e confronta Kilowog, tentando proteger o caixão, que agora é revelado como mantendo o corpo de Hal Jordan.
Ganthet e Kilowog travam uma grande batalha, e o próprio Rayner sente que algo dentro de seu anel tentando assumir sua força de vontade, assim como fez com Stewart e Kilowog. Ganthet teletransporta Rayner e o corpo de Jordan para a Torre de Vigilância. Enquanto isso, em outra parte, Jordan investiga a aparição de seu antigo apartamento, onde é confrontado com a sua própria versão do Parallax, iniciando uma batalha de vontades com o Espírito da Vingança ligado à alma de Jordan. É então que o Espectro explica a Jordan a verdade sobre Parallax, enquanto simultaneamente na Lua, Rayner faz o mesmo com Queen. Rayner explica que viajou ao confins do universo dentro do Setor 3599, e no décimo planeta de Pagallus, os seres que viviam lá, disseram-lhe que Parallax era na verdade uma entidade demoníaca amarela que nasceu no início da senciência, feita de medo vivo, criando terror em qualquer coisa que entrasse em contato e fazendo civilizações inteiras se destruírem, tomadas pela paranoia. Foi essa criatura que os Guardiões do Universo aprisionaram dentro da Bateria Central de Poder em Oa, usando a energia oposta ao medo, a força de vontade. Rayner explica ainda que existe um espectro eletromagnético emocional na qual a força de vontade coletiva do universo foi coletada pela Bateria Central de Poder, e que a força de vontade verde é a mais pura. Parallax ficou adormecido por bilhões de anos, sua verdadeira natureza foi encoberta pelos Guardiões do Universo para que ninguém tentasse libertá-lo, e, portanto, Parallax passou a ser conhecido apenas como "a impureza amarela" (o medo). Esta era a razão pelo qual os anéis eram inúteis contra a cor amarela: Parallax enfraqueceu seu poder sobre o espectro correspondente, e apenas alguém capaz de sobrepujar os maiores medos poderia merecer o anel do poder. Os Guardiões, por isso, selecionavam apenas essas pessoas pra se tornarem Lanternas Verdes.
Até que um dia da história recente, de alguma forma, Parallax acordou, fraco e faminto. Ele encontrou Jordan através do próprio anel de poder de Hal, quando estava no seu momento mais fraco, passando anos influenciando-o, enfraquecendo a sua própria força de vontade e fazendo Hal temeroso, as faixas de cabelos brancos foram o primeiro sinal. O controle de Parallax sobre Jordan expandiu de vez com a dor de Hal depois que Mongul ajudou à destruir Coast City e foi a influência de Parallax que foi responsável pelas posteriores ações de Jordan, que resultou no ataque a Oa e em várias mortes. Quando Jordan destruiu a Bateria Central de Poder, mesmo sem saber, ele libertou Parallax, que se se uniu a alma de Jordan, e suprimiu as lembranças de Ganthet sobre o parasita. Foi por causa da libertação de Parallax que o anel de poder de Kyle Rayner não tinha nenhuma fraqueza contra a cor amarela, e depois que Jordan sacrificou sua vida para salvar a Terra, reacendendo o Sol, durante a o arco "Noite Final" (um breve lampejo da verdadeira alma heroica de Jordan brilhando através da influência de Parallax), o Espírito da Vingança ligou-se a alma de Jordan, como ele explica para o mesmo, a fim de erradicar o parasita Parallax dele.
Arqueiro Verde e Rayner são atacados por Sinestro, aparentemente bem vivo, que explica que foi ele quem usou o anel de poder amarelo Qwardiano e despertou e aliou-se à Parallax, durante sua prisão na Bateria Central de Poder, para corromper a alma de Hal, e que o Sinestro que Jordan "matou" [durante o arco "Crepúsculo Esmeralda"] era um construto de Parallax, criada para que seu assassinato servisse como estágio final da susceptibilidade da alma de Jordan à impureza, a fim de destruir sua vontade.
A Liga da Justiça da América, a Sociedade da Justiça da América, e os Novos Titãs chegam a Coast City para enfrentar Parallax, mas a entidade inibe seus esforços, fazendo com que sintam medo. Hal Jordan com a ajuda do Espírito da Vingança, no entanto, consegue dominar Parallax, e finalmente remove o parasita da alma de Jordan. Precisando de um hospedeiro, Parallax possui Ganthet, enquanto a alma de Jordan é puxada em direção à luz do pós-vida. Ganthet consegue guiar a alma de Jordan para seu corpo físico na Lua. Com sua alma e pensamentos claros, pela primeira vez em bastante tempo, Jordan sai do caixão, ressuscitado com um mortal novamente, assumindo mais uma vez o seu lugar como Lanterna Verde, as faixas brancas de seus cabelos retornam ao marrom original. Ele e Sinestro travam uma batalha feroz na Lua, e através de vários sistemas estelares. Finalmente, Jordan exila o renegado de volta ao universo de anti-matéria para ao qual foi banido pela primeira vez. Jordan e Rayner (que o havia seguida até a batalha contra Sinestro) partem então para Coast City, onde, junto com John Stewart, Guy Gardner e Kilowog, libertam Ganthet da possessão de Parallax, e aprisionam o parasita novamente na Bateria Central de Poder em Oa. Os Guardiões então anunciam que é chegada a hora de reconstruir a Tropa dos Lanternas Verdes.
Depois da batalha, Batman mesmo não estando totalmente convencido de que Jordan não era o responsável por suas ações como Parallax, aceita o fato de que o universo "precisa de um pouco mais de luz", reconhecendo assim, que Jordan está de volta. Hal restabelece suas relações com sua ex-paixão Carol Ferris, que decide reabrir a Ferris Aeronáutica, e Oliver Queen, que oferece um lugar em sua casa enquanto Hal reconstrói sua vida. Com este novo começo, Hal, pela primeira vez desde a destruição de Coast City, finalmente encontra a coragem e a paz de espírito para seguir em frente e reconstruir a sua vida. Longe dali, na prisão de Belle Reve, Hector Hammond sente a ressurreição de Jordan, e fica contente, aguardando a oportunidade de confrontar seu antigo inimigo mais uma vez.

## Consequências
Rebirth ressuscitou completamente Hal Jordan, separando-o tanto de Parallax, a quem tinha sido ligado desde "Crepúsculo Esmeralda", quanto do Espectro. O Espectro, agora sem hospedeiro, mais adiante, é retratado desencadeando caos no mundo da magia na minissérie Dia de Vingança que é um dos tie-in de Crise Infinita. A Tropa dos Lanternas Verdes e os Guardiões do Universo, ausentes dos quadrinhos desde Crepúsculo Esmeralda, também foram reintroduzidos pelos escritores. Finalmente, a origem da Impureza Amarela foi mostrada como sendo fruto da conexão de Parallax com a betaria central. A Tropa, pela primeira vez na história, poderia superar a Fraqueza Amarela, sentindo medo e superando-o.
Geoff Johns e Dave Gibbons, posteriormente, co-escreveram uma minissérie de cinco edições em 2005, Green Lantern Corps: Recharge, que mostrava Rayner, Gardner e Kilowog ajudando os Guardiões a começar o recrutamento de 7.200 novos recrutas para repovoar as fileiras da Tropa dos Lanternas Verdes, ao lidar com uma série misteriosa de formações de buracos negros que ameaçam o planeta Oa.
A DC Comics, em seguida, iniciou uma nova série mensal do quarto volume de Green Lantern começando na edição #1 (Julho de 2005), estrelada por Hal Jordan, enquanto tenta reconstruir sua vida, mudando-se para a quase deserta Coast City, que está sendo reconstruída lentamente.
O sucesso de vendas de Green Lantern: Rebirth levou à aclamação popular da equipe de Geoff Johns e Ethan Van Sciver, permitiu que eles revisassem o conceito de outro personagem clássico da DC em 2009, produzindo The Flash: Rebirth.

### Web
- Comics Buyer's Guide #1616 (maio de 2006) (página 49)